# فيلا ميديشي
فيلا ميديشي هي فيلا  تقع في مدينة روما، إيطاليا بالقرب من كنيسة ترينيتا دي مونتي. أسسها فرديناندو الأول دي مدتشي وهي الأن مقر ل الأكاديمية الفرنسية في روما.